# Passo de Halfaya
O passo de Halfaya (em árabe: ممر حلفيا, Mamarr Ħalfayā) é um passo de montanha no Norte de África, no Egito, já próximo da fronteira Egito-Líbia e de Sallum. Durante a Segunda Guerra Mundial, foi lugar de várias batalhas, em especial de tentativas das forças britânicas para reconquistar a Cirenaica, então em mãos das forças italo-alemãs comandadas por Rommel (Operação Battleaxe, Operação Crusader e Operação Brevity). Numa das batalhas mais conhecidas, o Hauptmann Wilhelm Bach, ao comando de una bateria antiaérea de 88 mm, reutilizada como arma antitanque, destruiu a partir do passo de Halfaya 11 dos 12 carros blindados britânicos que o atacavam, pertencentes ao 11th Hussars.